# Отлукбели
Отлукбели (тур. Otlukbeli) — город и район в провинции Эрзинджан в Турции.

## История
Изначально эти земли были частью государства Хайаса, затем они были завоёваны хеттами, а в XIII веке до н. э. вошли в состав государства Урарту. Потом они стали частью Мидийского царства, а в 550 году до н. э. были завоёваны персидским царём Киром,где входил в состав Армянской сатрапии. После разгрома персов Александром Македонским они вошли в состав его государства, а после его смерти и распада его державы вошла в состав Армянского Айраратского царства. Затем  стала ареной войн диадохов. После вошла в состав Великой Армении. Затем сюда пришли римляне, и эти земли стали ареной римско-персидских, а впоследствии — ирано-византийских войн. В VII—IX веках эти земли стали местом борьбы византийцев с арабами. Весь этот период, регион административно входил в состав Малой Армении и был населен армянами. В XI веке здесь утвердились сельджуки, а в XIII веке сюда вторглись монголы. В 1402 году сюда пришёл Тамерлан, а после его ухода эти земли стали частью державы Ак-Коюнлу. В 1473 году ак-коюнлу были разбиты османским султаном Мехмедом II, потом эти земли были захвачены кызылбашским шейхом Исмаилом. В результате последовавшей за этим османо-сефевидской войны эти земли вошли в состав Османской империи.
Во время первой мировой войны, летом 1915 года, этих мест достигли войска русской Кавказской армии.
В том же 1915 году, в ходе геноцида армян, все коренное армянское население было уничтожено или изгнано.